# Kunino

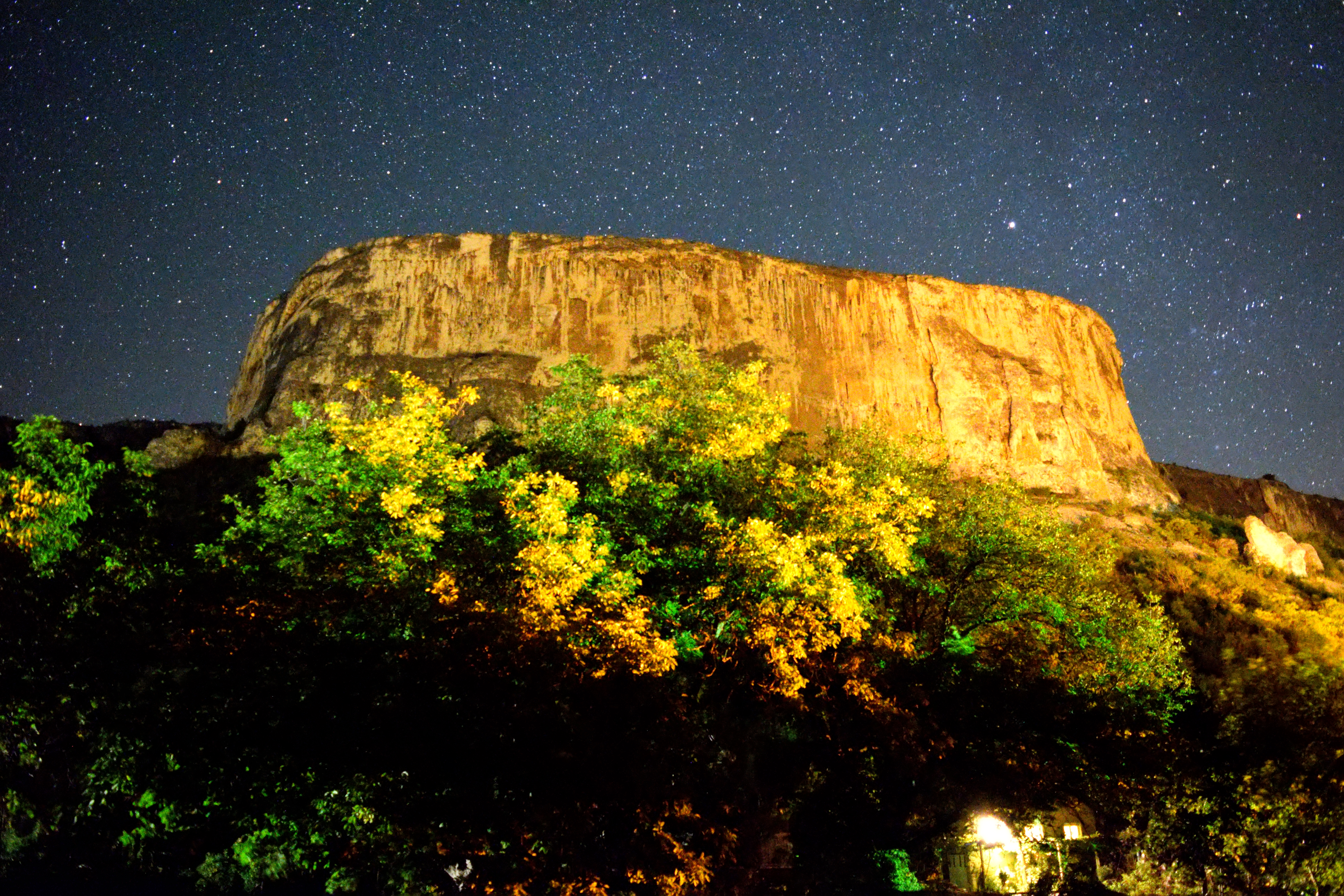
Pomnik przyrody – Czerwenica

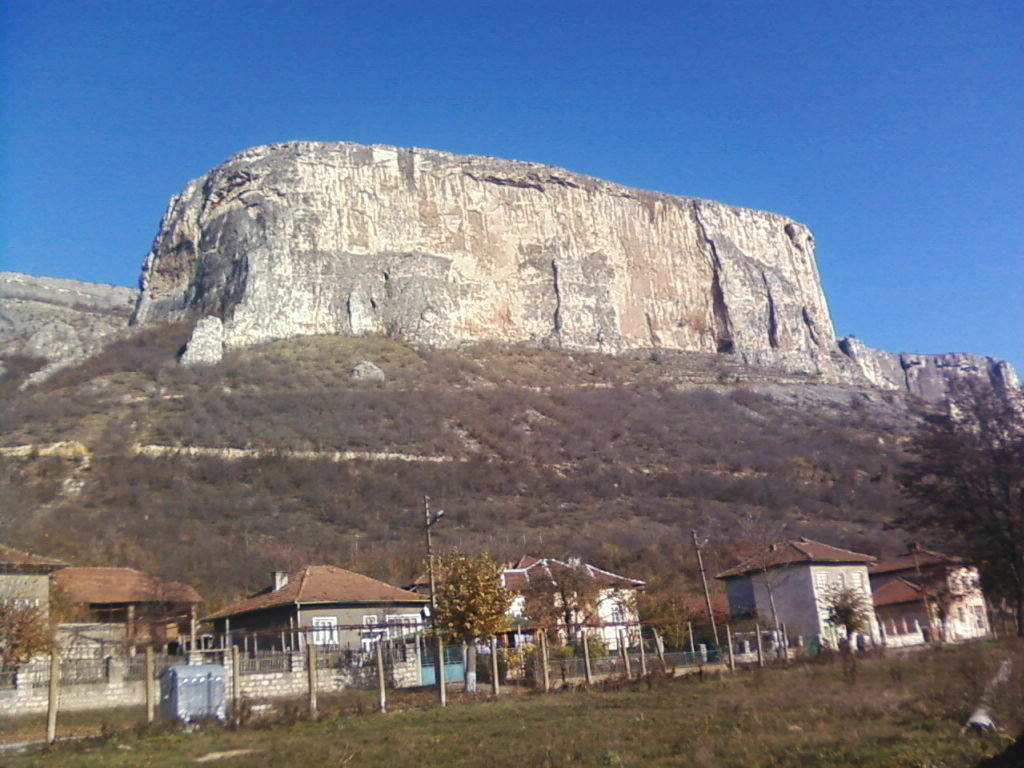
Budynki mieszkalne w tle Czerwenicy

Kunino (bułg. Кунино) – wieś w północnej Bułgarii, w obwodzie Wraca, w gminie Roman, nad rzeką Iskyr. Według danych szacunkowych Ujednoliconego Systemu Ewidencji Ludności oraz Usług Administracyjnych dla Ludności, 15 grudnia 2018 roku miejscowość liczyła 478 mieszkańców.

## Geografia

### Położenie
Kunino znajduje się w zachodniej części Przedbałkanu, będącego częścią Starej Płaniny. Położone jest w wąwozie Kurłukowskim rzeki Iskyr.

### Rzeźba terenu
Kunino otoczone jest formami krasowymi, występują tu liczne skały wapienne w postaci ostańców oraz mostów skalnych. Nad wsią góruje emblematyczna skała Czerwenica. Do tej pory odkryto w rejonie wsi ok. 140 jaskiń. Najdłuższą z nich jest jaskinia Koszara o długości 256 metrów, najgłębszą – Głożawa, znajdująca się do 69 metrów pod powierzchnią ziemi.

### Klimat
Szeroko otwarta dolina rzeki Iskyr ułatwia swobodny przepływ powietrza i zapobiega występowaniu zjawiska inwersji, dlatego temperatury powietrza są wysokie. Okoliczne wysokie wieńce skalne powodują wznoszenie się mas powietrza w ciągu lata. Przyczynia się to do rozwoju chmur, a w konsekwencji częstszego występowania ulewnych deszczów i opadów gradu.

## Administracja
Kunino należy administracyjnie do gminy Roman, w obwodzie Wraca. Kod identyfikacyjny Kunina to 40645.
Administracyjna terytorialna przynależność:
- Kmetstwa (siedziby samorządowych władz): obw. Wraca (VRC), gm. Roman (VRC32), Kunino (VRC32-03)
- Rejony: Północno-zachodnia Bułgaria (BG31), Północna i Południowo-wschodnia Bułgaria (BG3)

Regionalny Urząd Statystyczny znajduje się we Wracy.
Powierzchnia Kunina 38,801 km².

## Historia

### Odkrycia archeologiczne z prehistorii
W Kuninie znajduje się stanowisko archeologiczne, w którym archeolog i prehistoryk bułgarski, Wasił Mikow, znalazł pozostałości dużej osady zwanej Samuilica, pochodzącej z okresu neolitu, znajdującej się na płaskowyżu Rudina, w jaskini Prowyrtenka. Odkrył również liczne narzędzia kamienne, ceramiczne fragmenty figurek, a najistotniejszym znaleziskiem były kamienie wykorzystywane do mielenia ziaren. Świadczy to o zaawansowanym poziomie rolnictwa na tym terenie w ówczesnym okresie. Nikołaj Dżambazow w 1956 roku w jaskini odkrył ślady obecności ludzi z czasów środkowego i późnego paleolitu. W 1960 roku podczas remontu drogi do wsi Radowene odkryto pozostałości wsi sprzed 4000 lat. Badania zostały przeprowadzone przez Bogdana Nikołowa z Regionalnego Muzeum Archeologicznego we Wracy. Wykopaliska ujawniły fundamenty glinianych domków, gipsowych ścian, pieców i kominków. Odkryto także narzędzia kamienne, liczne ozdoby, fragmenty malowanej ceramiki, żarna do mielenia zbóż oraz gliniane ciężarki do pionowego krosna.

### Starożytność
W latach 1000 p.n.e. tereny te zamieszkiwali Trakowie z plemienia Tribali. O ich obecności świadczy odkryta wioska Trulenzis oraz odkryte brązowe broszki i fragmenty brązowych figurek koni. Na podstawie znalezionych przedmiotów stwierdzono, że w V wieku p.n.e. nastąpiła znaczna hellenizacja miejscowej ludności. W 28 roku p.n.e. osada ta została włączona do Imperium rzymskiego. W ciągu następnych trzech stuleci miejscowość rozkwitła dzięki handlowi, kamieniarstwu i winiarstwu – stwierdzono to z inskrypcji kamiennych i rzeźb.

### Średniowiecze
Tereny te zamieszkiwali Słowianie. Iwan Wełkow sugeruje, że tutejsi Słowianie pierwotnie zamieszkali w twierdzy cesarza Justyniana, ale wkrótce porzucili ją i zamieszkali bliżej rzeki Iskyr, w miejscu obecnej wsi.

### Panowanie osmańskie
Miejscowość ta pod obecną nazwą jest wzmiankowana w timarskim opisie z 1479 roku. Istotną rolę w publicznym i politycznym życiu Kunina w trzech pierwszych dekadach XIX wieku odegrał wpływowy kupiec, Dimitraki Chadżitoszew, który w miejscowości tej miał gospodarstwo i sklep z podstawowymi towarami. W jego notatkach znaleziono liczne zapiski transakcji handlowych. W 1865 roku po wojnie krymskiej z terenów Rosji zostali wygnani Czerkiesi, którzy osiedlili się w Bułgarii, w tym w Kuninie. Czerkiesi plądrowali tutejsze domostwa, co spowodowało bunt ich mieszkańców i zatargi z najeźdźcami.

### Czasy współczesne
W 1888 roku powstało muzeum historyczne. W 1891 roku powstał dom kultury Cwetana Ganowskiego. W czerwcu 1918 roku Kunino nawiedziła silna trąba powietrzna, która spowodowała ogromne szkody m.in. zniszczone domy i pochłoniętych około 150 krów. W 1921 roku powstała szkoła kamieniarstwa. W 1922 roku powstała stacja kolejowa według projektu czeskich inżynierów.

## Demografia
Według danych Narodowego Instytutu Statystycznego na dzień 1 lutego 2011 roku struktura wiekowa ludności w miejscowości Kunino przedstawiała się następująco:
| Wiek  | 0–4 | 5–9 | 10–14 | 15–19 | 20–24 | 25–29 | 30–34 | 35–39 | 40–44 | 45–49 | 50–54 | 55–59 | 60–64 | 65–59 | 70–74 | 75–79 | 80–84 | 85 i więcej |
| Razem | 11  | 7   | 24    | 28    | 23    | 19    | 20    | 16    | 28    | 34    | 36    | 39    | 52    | 54    | 42    | 42    | 26    | 8           |

Ludność głównie emigruje do większych miast w Bułgarii lub innych państw w poszukiwaniu pracy.
| Narodowość         | Narodowość | Narodowość | Narodowość | Narodowość |
| ------------------ | ---------- | ---------- | ---------- | ---------- |
|                    |            | procent    |            |            |
| Bułgarzy           |            | 87,82      |            |            |
| inni               |            | 10,77      |            |            |
| niezidentyfikowani |            | 1,39       |            |            |
|                    |            |            |            |            |

W 2011 roku pod względem etnicznym, wieś zamieszkiwana jest w większości przez Bułgarów (87,82%). 10,77% populacji jest innego pochodzenia etnicznego.

## Infrastruktura

### Infrastruktura społeczna
We wsi znajduje się kmetstwo, szkoła podstawowa i szkoła kamieniarstwa, dom kultury oraz poczta. Najbliższe przedszkole znajduje się 6 km od Kunina w wiosce Radowene, a najbliższy szpital jest w mieście Roman.

### Infrastruktura techniczna
Miejscowość jest skanalizowana i zelektronizowana, posiada bieżącą wodę, którą czerpie z Iskyru.

### Transport
Przez Kunino przebiega droga lokalna 1031 oraz linia kolejowa Sofia–Warna. Istnieje stacja kolejowa.

## Architektura

### Zabytki
W rejestrze zabytków znajdują się:
- Osada w jaskini Samuilica
- Pomnik Kuninian, którzy zginęli w wojnach o zjednoczenie narodowe
- Pomnik Kuny Kralicy
- Prehistoryczna osada w jaskini Markowska dupka
- Tracka wioska Trulenzis
- Twierdza Drugiego Cesarstwa Bułgarskiego

## Kultura

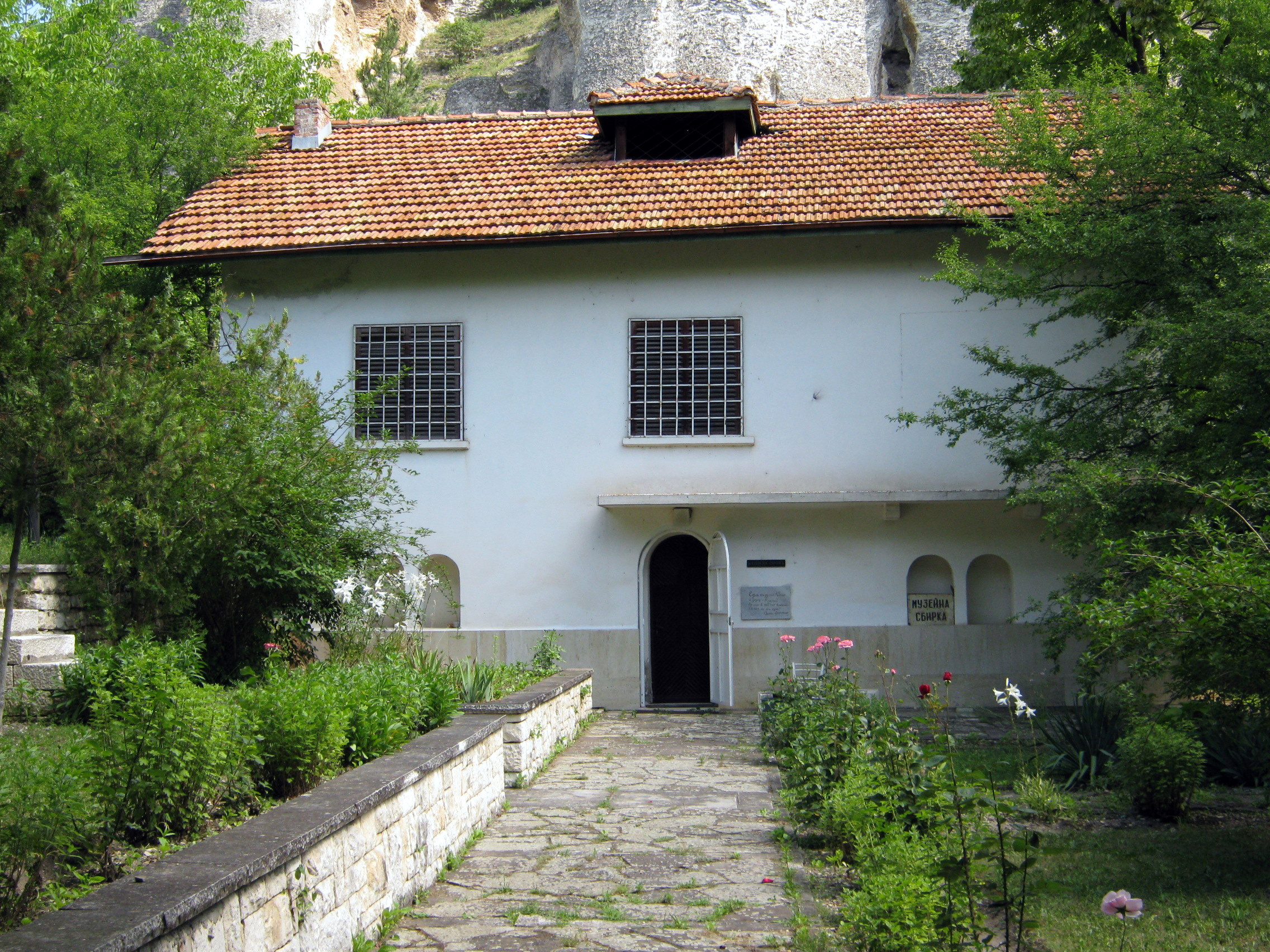
Muzeum Historyczne

- Dom kultury Cwetena Ganowskigo – powstał w 1891 roku z inicjatywy kunińskich nauczycieli. W 1949 roku powstała sala z kinem. Główna sala domu kultury służy jako teatr, gdzie 2–3 razy w roku organizowane są amatorskie spektakle. Działa tu chór męski oraz biblioteka[18].
- Muzeum Historyczne – zostało otwarte 4 kwietnia 1988 roku. Znajduje się na dwóch piętrach domu Sawy Genowskiego. Na parterze wystawione są eksponaty związane z historią Kunina, zaś ekspozycje na drugim piętrze są w całości poświęcone ruchowi komunistycznemu w wiosce[17].

## Oświata
- Profesjonalna szkoła kamieniarstwa – stworzona przez Konstantina Tomowa. W 1921 roku rząd wydał dekret utworzenia szkoły kamieniarstwa. W dniu 2 listopada 1921 pierwszym dyrektorem został Czech Rudolf Braun. Kadrę nauczycielską stanowili Bułgarzy i Czesi[19]. Obecnie uczniowie po skończeniu szkoły otrzymują status kamieniarza w specjalności kamieniarstwo lub status artysty w specjalności rzeźbiarstwo.
- Szkoła Podstawowa Wasiła Lewskiego – prawdopodobnie swój początek miała już w 1800 roku, była charakteru religijnego, utworzona przez popa Snako. Szkoliła z zakresu znajomości ksiąg liturgicznych[24]. Wiosną 1864 roku został wybudowany dwukondygnacyjny budynek szkoły z trzema salami lekcyjnymi i pokojem nauczycielskim[25]. W 1920 roku otworzono gimnazjum, a w 1961 roku szkołę podstawową i gimnazjum nazwano imieniem Wasiła Lewskiego[26].

## Religia

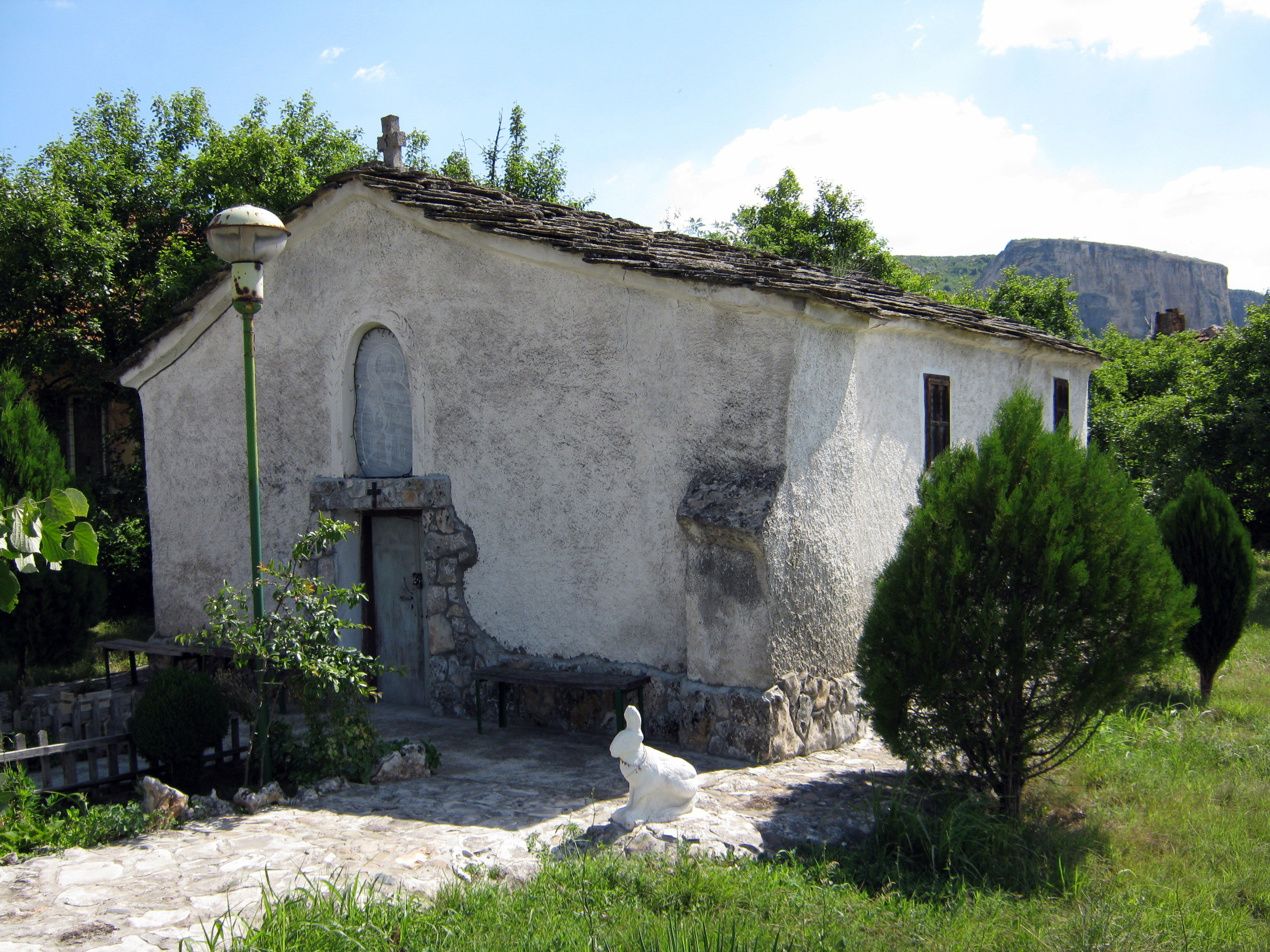
Cerkiew św. Mikołaja

Cerkiew św. Mikołaja powstała w średniowieczu, w czasie panowania osmańskiego została zniszczona przez Turków. Dzięki wsparciu zamożnych kunińskich rodzin na początku XVII wieku odrestaurowano cerkiew św. Mikołaja. Zbudowana jest w stylu typowym dla ówczesnych czasów – z nawy wydzielono osobny budynek mieszkalny. Namalowana została w końcu XVIII wieku przez Petko Daskałowa. W 1945 roku cerkiew była zamknięta i niszczała. W 1996 roku wolontariusze rozpoczęli odbudowę świątyni, która była konsekrowana i otwarta 6 maja 1997 roku.

## Sport
W miejscowości działa klub piłkarski FK Stroiteł Kunino.

## Osoby związane z Kuninem
- Nikoła Korczew (1931–2006) – bułgarski artysta rzeźbiarz i nauczyciel w szkole kamieniarstwa w Kuninie[19]
- Konstantin Tomow (1888–1935) – bułgarski minister spraw wewnętrznych w Bułgarii. Razem z czeskimi nauczycielami otworzył szkołę kamieniarstwa w 1922 roku. Zapewnił środki finansowe na budowę fabryki „Kałcit” w miejscowości[29]

### Urodzeni
- Sawa Ganowski (1973–1978) – bułgarski prezes piątego Zgromadzenia Narodowego (1966–1971). Prezydent Międzynarodowej Federacji Stowarzyszeń Filozoficznych (1973–1978).

### Zmarli
- Dimityr Szatoew (1876–1922) – bułgarski rewolucjonista WMORO